# Turumbiet
Turumbiet (ros. Турумбет) – wieś (sieło) w Rosji, w Baszkortostanie, w rejonie aurgazińskim. W 2010 liczyła 559 mieszkańców.